# Маркетинг міжнародний
Міжнародний маркетинг  — маркетинг товарів і послуг за межами країни, в якій розташована організація.
Міжнародна діяльність ґрунтується на використанні таких форм міжнародного маркетингу:
- імпортний,
- експортний,
- зовнішньоекономічний,
- транснаціональний,
- мультирегіональний,
- глобальний.

Імпортний маркетинг — маркетингова діяльність, спрямована на закупівлю (імпорт) товарів чи послуг із зарубіжних ринків.
Експортний маркетинг — маркетингова діяльність щодо реалізації продукції за межі національних кордонів, при якій відбувається фізичне транспортування товару з однієї країни в іншу.
Зовнішньоекономічний маркетинг — маркетингова діяльність, зумовлена стабільністю чи зростаючими можливостями перебування фірми (у вигляді представництва, філіалу з продажу тощо) на зовнішньому ринку, який включає вже, як правило, декілька країн.
Транснаціональний маркетинг — маркетингова діяльність, що виникла з практики функціонування транснаціональних корпорацій.
Вирішуючи проблему інтернаціоналізації ринків, ТНК повинна:
- мислити глобально, здійснюючи стратегічний маркетинг;
- діяти локально, здійснюючи маркетинг операційний.

Мультирегіональний маркетинг — форми та методи маркетингової діяльності, що застосовують фірми, працюючи в окремих регіонах чи в межах інтеграційних угруповань.
Глобальний маркетинг — маркетингова діяльність фірми, яка розглядає світовий ринок як єдине ціле («Весь світ — мій ринок!»).

## Методи виходу на зовнішній ринок
- Експорт — вихід на ринок шляхом відправки продукції та продажу її за допомогою посередників міжнародного ринку (непрямий експорт) або за допомогою власного підрозділу, філії і торгових представників або агентів компанії (прямий експорт).

Експортний відділ — форма міжнародної маркетингової організації, яка складається з керівника служби збуту та кількох його помічників і здійснює відправлення товарів компанії за кордон.
- Спільна підприємницька діяльність — шляхом об'єднання з іноземними компаніями з метою виробництва чи збуту товарів або послуг.
- Ліцензування — компанія вступає в угоду з ліцензіатом на зарубіжному ринку, надаючи йому право на використання технології виробництва, торгової марки, патенту або чого-небудь іншого за відповідну винагороду або ліцензійну плату.
- Підрядне виробництво — спільне підприємство, в якому компанія укладає контракт на випуск продукції з підприємствами на зарубіжному ринку.
- Керування за контрактом — спільне підприємство, в якому місцева компанія репрезентує зарубіжній ноу-хау з менеджменту; зарубіжна компанія своєю чергою надає капітал. Місцева компанія експортує не продукцію, а послуги менеджменту.
- Спільне володіння — спільне підприємство, в якому компанія об'єднується з інвесторами на зарубіжному ринку з метою створення місцевого підприємства. Компанія є співвласником цього підприємства і бере участь в управлінні ним.
- Пряме інвестування — шляхом створення складальних або виробничих підприємств за кордоном.